# Sămănătorul

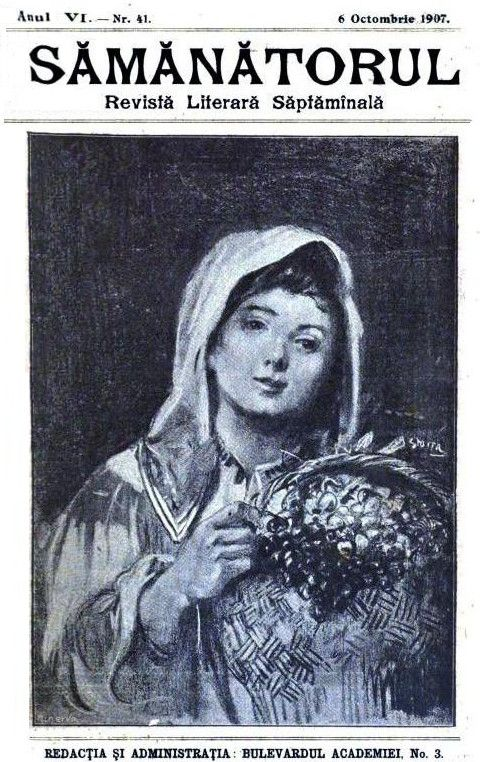
Le magazine littéraire Sămănătorul.

Sămănătorul est un magazine littéraire hebdomadaire, conçu par le poète George Coșbuc et l'écrivain Alexandru Vlahuță édité à Bucarest entre 1901 et 1910.
Sămănătorul fut un magazine littéraire qui parut le 2 décembre 1901 et fut publié sans interruption jusqu'au 27 juin 1910. Cette revue joua un rôle important dans la vie littéraire de l'époque et a été le catalyseur pour la création de courants idéologiques et littéraires néoromantiques qui portèrent le nom de "Semanatorisme". Cette tendance, fut théorisée par le rédacteur en chef Nicolae Iorga en mettant les valeurs nationales et folkloriques traditionnelles à travers la vie de la paysannerie et la culture rurale. Une mise en avant du populisme avec une critique du capitalisme et l'accent mis sur une société paysanne conservatrice. La revue oscile entre le courant littéraire roumain Junimea et ses méfiances envers une occidentalisations trop rapides et une urbanisation incontrôlée.
Sămănătorul a publié de nombreux textes du folklore roumain, ainsi que des documents historiques et des pages originales de l'œuvre de Mihai Eminescu. Vers 1908, le poète roumain Ștefan Octavian Iosif d'origine aroumaine, et traducteur de langue aroumaine, participa à la rédaction de la revue. Le poète roumain Dimitrie Anghel collabora à la revue. 
La revue présentait une rubrique de commentaires littéraires sur les œuvres classiques de la littérature roumaine ainsi que des traductions de la littérature étrangères.
L'idéologie de Sămănătorist était traditionnellement critiqué pour son encouragement à l'isolationnisme et à la xénophobie, ainsi que pour son flirt avec l'antisémitisme. Dans la critique littéraire et artistique, le terme Sămănătoriste"" acquis une connotation péjorative, recouvrant un cliché spécifiquement pastoral et patriotique.